# Liste des cavités naturelles les plus longues du Pérou
 (décembre 2022).
La mise en forme du texte ne suit pas les recommandations de Wikipédia : il faut le « wikifier ».
Les points d'amélioration suivants sont les cas les plus fréquents :
- Les titres sont pré-formatés par le logiciel. Ils ne sont ni en capitales, ni en gras.
- Le texte ne doit pas être écrit en capitales (les noms de famille non plus), ni en gras, ni en italique, ni en « petit »…
- Le gras n'est utilisé que pour surligner le titre de l'article dans l'introduction, une seule fois.
- L'italique est rarement utilisé : mots en langue étrangère, titres d'œuvres, noms de bateaux, etc.
- Les citations ne sont pas en italique mais en corps de texte normal. Elles sont entourées par des guillemets français : « et ».
- Les listes à puces sont à éviter, des paragraphes rédigés étant largement préférés. Les tableaux sont à réserver à la présentation de données structurées (résultats, etc.).
- Les appels de note de bas de page (petits chiffres en exposant, introduits par l'outil «  Source ») sont à placer entre la fin de phrase et le point final[comme ça].
- Les liens internes (vers d'autres articles de Wikipédia) sont à choisir avec parcimonie. Créez des liens vers des articles approfondissant le sujet. Les termes génériques sans rapport avec le sujet sont à éviter, ainsi que les répétitions de liens vers un même terme.
- Les liens externes sont à placer uniquement dans une section « Liens externes », à la fin de l'article. Ces liens sont à choisir avec parcimonie suivant les règles définies. Si un lien sert de source à l'article, son insertion dans le texte est à faire par les notes de bas de page.
- La présentation des références doit suivre les conventions bibliographiques. Il est recommandé d'utiliser les modèles {{Ouvrage}}, {{Chapitre}}, {{Article}}, {{Lien web}} et/ou {{Bibliographie}}. Le mode d'édition visuel peut mettre en forme automatiquement les références.
- Insérer une infobox (cadre d'informations à droite) n'est pas obligatoire pour parachever la mise en page.

Pour une aide détaillée, merci de consulter Aide:Wikification.
Si vous pensez que ces points ont été résolus, vous pouvez retirer ce bandeau et améliorer la mise en forme d'un autre article.

Pérou.

La liste des cavités naturelles les plus longues du Pérou recense sous la forme d'un tableau, les cavités souterraines naturelles connues, dont le développement est supérieur ou égal à mille deux cents mètres.
La communauté spéléologique considère qu'une cavité souterraine naturelle n'existe vraiment qu'à partir du moment où elle est « inventée » c'est-à-dire découverte (ou redécouverte), inventoriée, topographiée et publiée. Bien sûr, la réalité physique d'une cavité naturelle est la plupart du temps bien antérieure à sa découverte par l'homme ; cependant tant qu'elle n'est pas explorée, mesurée et révélée, la cavité naturelle n'appartient pas au domaine de la connaissance partagée.
La liste spéléométrique des plus longues cavités naturelles du Pérou (≥ 1 200 m) est  actualisée fin 2019.
La plus longue cavité répertoriée au Pérou dépasse les 4 kilomètres de développement ; il s'agit du Tragadero de Parujgsha Grande (cf. ligne 1 du tableau ci-dessous).

## Répartition géographique
| \| Lima Trujillo Piura Chiclayo Iquitos Arequipa Cuzco \| Répartition géographique des cavités naturelles du Pérou. |
| Lima Trujillo Piura Chiclayo Iquitos Arequipa Cuzco                                                                 |

## Cavités péruviennes de développement supérieur ou égal à1 200 mètres
27 cavités sont recensées au 31-12-2019.
| Réf. | Cavités                                              | Régions    | Provinces / Districts Massifs / Zones                          | Coordonnées (WGS 84)         | Dével. (en mètres) | Déniv. (en mètres) | Sources ou références               | Mises à jour |
| ---- | ---------------------------------------------------- | ---------- | -------------------------------------------------------------- | ---------------------------- | ------------------ | ------------------ | ----------------------------------- | ------------ |
| 1    | Tragadero de Parujgsha Grande                        | Amazonas   | Chachapoyas / Soloco Parujgsha                                 | 6° 18′ 05″ S, 77° 44′ 02″ O  | +004 070, m        | +0247, m           | Cuevasdelperu.org                   | 2004-00      |
| 2    | Cueva de Samuel                                      | San Martín | Rioja / Elías Soplín Vargas Alto Mayo / Naciente del Rio Negro | 6° 04′ 09″ S, 77° 18′ 57″ O  | +003 744, m        | +0148, m           | Cuevasdelperu.org & Spelunca n°150  | 2017-08      |
| 3    | Cueva de Palestina                                   | San Martín | Rioja / Nueva Cajamarca Alto Mayo / Palestina                  | 5° 55′ 38″ S, 77° 21′ 08″ O  | +003 416, m        | +0033, m           | Cuevasdelperu.org                   | 2019-00      |
| 4    | Cueva del Higuerón                                   | San Martín | Rioja / Pardo Miguel Alto Mayo / Aguas Verdes                  | 5° 40′ 31″ S, 77° 38′ 08″ O  | +003 100, m        | +0043, m           | Cuevasdelperu.org & Jean-Yves Bigot | 2016-11      |
| 5    | Cueva de Huagapo                                     | Junín      | Tarma / Palcamayo ?                                            | 11° 16′ 05″ S, 75° 47′ 14″ O | +002 844, m        | +0050, m           | Cuevasdelperu.org                   | 1994-00      |
| 6    | Cueva de Cascayunga                                  | San Martín | Rioja / Rioja Alto Mayo / Cascayunga                           | 6° 05′ 58″ S, 77° 14′ 25″ O  | +002 805, m        | +0100, m           | Cuevasdelperu.org                   | 2019-00      |
| 7    | Cueva de la Piedra Brillante                         | San Martín | Rioja / Nueva Cajamarca Alto Mayo / Perla de Daguas            | 5° 53′ 59″ S, 77° 21′ 37″ O  | +002 413, m        | +0056, m           | Cuevasdelperu.org                   | 2017-08      |
| 8    | Cuevas de Uchkupisjo                                 | Cajamarca  | Santa Cruz / Ninabamba ?                                       | 6° 38′ 45″ S, 78° 47′ 59″ O  | +002 350, m        | +0090, m           | Cuevasdelperu.org                   | 1984-00      |
| 9    | Sistema Tunel de los Guacharos - Cueva de los Bambús | San Martín | Rioja / Pardo Miguel Alto Mayo / Aguas Claras                  | 5° 44′ 03″ S, 77° 33′ 49″ O  | +002 224, m        | +0078, m           | Cuevasdelperu.org                   | 2019-00      |
| 10   | Tragadero de Bellavista                              | San Martín | Rioja / Nueva Cajamarca Alto Mayo / Bellavista                 | 5° 54′ 26″ S, 77° 23′ 59″ O  | +002 214, m        | +0477, m           | Cuevasdelperu.org                   | 2018-09      |
| 11   | Cueva del Río Seco                                   | Amazonas   | Chachapoyas / Soloco Chaquil & Parujgsha                       | 6° 16′ 51″ S, 77° 44′ 55″ O  | +002 200, m        | +0042, m           | Cuevasdelperu.org                   | 2011-00      |
| 12   | Sima de Racas Marca                                  | Junín      | Tarma / Palcamayo ?                                            | 11° 14′ 58″ S, 75° 47′ 42″ O | +002 141, m        | +0407, m           | Cuevasdelperu.org                   | 1972-00      |
| 13   | Intimachay                                           | Amazonas   | Chachapoyas / Leimebamba Lugar Tranquilo                       | 6° 45′ 44″ S, 77° 47′ 14″ O  | +001 973, m        | +0335, m           | Cuevasdelperu.org                   | 2014-00      |
| 14   | Tragadero de Cacapishco                              | Amazonas   | Rodríguez de Mendoza / Chirimoto Cabaña del Belga              | 6° 33′ 35″ S, 77° 26′ 27″ O  | +001 897, m        | +0090, m           | Cuevasdelperu.org & Spelunca n°148  | 2016-08      |
| 15   | Cueva del Tigre Perdido                              | San Martín | Rioja / Nueva Cajamarca Alto Mayo / Naranjillo                 | 5° 51′ 14″ S, 77° 25′ 00″ O  | +001 700, m        | +0018, m           | Cuevasdelperu.org                   | 2003-00      |
| 16   | Tragadero de Parujgsha Alto                          | Amazonas   | Chachapoyas / Soloco Parujgsha                                 | 6° 18′ 19″ S, 77° 44′ 09″ O  | +001 670, m        | +0330, m           | Cuevasdelperu.org                   | 2005-06      |
| 17   | Cueva de Pacuyacu                                    | Cajamarca  | Jaén / Chontali Santa Rosa                                     | 5° 20′ 36″ S, 78° 35′ 47″ O  | +001 630, m        | +0063, m           | Cuevasdelperu.org                   | 2007-00      |
| 18   | Sistema de Palmira                                   | Amazonas   | Rodríguez de Mendoza / Chirimoto Cabaña del Belga              | 6° 33′ 25″ S, 77° 27′ 43″ O  | +001 550, m        | +0110, m           | Cuevasdelperu.org                   | 2016-08      |
| 19   | Sima Iraca                                           | Cajamarca  | Santa Cruz / Ninabamba ?                                       | 6° 39′ 23″ S, 78° 47′ 51″ O  | +001 540, m        | +0076, m           | Cuevasdelperu.org                   | 1984-00      |
| 20   | Cueva de la Mano Negra de Chaurayacu                 | San Martín | Rioja / Elías Soplín Vargas Alto Mayo / Naciente del Rio Negro | 6° 03′ 27″ S, 77° 15′ 36″ O  | +001 486, m        | +0081, m           | Cuevasdelperu.org                   | 2017-08      |
| 21   | Sistema del Río Churos                               | San Martín | Mariscal Cáceres / Huicungo ?                                  | 7° 27′ 32″ S, 76° 53′ 21″ O  | +001 447, m        | +0036, m           | Cuevasdelperu.org                   | 1982-00      |
| 22   | Sima Pumacocha                                       | Lima       | Yauyos / Laraos ?                                              | 12° 23′ 28″ S, 75° 41′ 56″ O | +001 427, m        | +0638, m           | Cuevasdelperu.org                   | 2002-00      |
| 23   | Cueva-iglesia de Andamachay                          | Cajamarca  | Cajamarca / Encañada ?                                         | 6° 50′ 44″ S, 78° 29′ 55″ O  | +001 391, m        | +0065, m           | Cuevasdelperu.org                   | 2007-00      |
| 24   | Chalán Chalán                                        | Amazonas   | Rodríguez de Mendoza / Chirimoto Cabaña del Belga              | 6° 33′ 10″ S, 77° 27′ 24″ O  | +001 366, m        | +0109, m           | Cuevasdelperu.org                   | 2016-08      |
| 25   | Cueva de Atumpampa                                   | Amazonas   | Bongará / San Carlos ?                                         | 5° 58′ 19″ S, 77° 53′ 18″ O  | +001 300, m        | +0000, m           | Cuevasdelperu.org                   | 2005-00      |
| 26   | Cueva de Santa Fé                                    | San Martín | Rioja / Elías Soplín Vargas Alto Mayo / Segunda Jerusalén      | 6° 02′ 18″ S, 77° 17′ 18″ O  | +001 257, m        | +0041, m           | Cuevasdelperu.org                   | 2018-09      |
| 27   | Cueva de San Andrés                                  | Cajamarca  | Cutervo / San Andrés de Cutervo ?                              | 6° 13′ 52″ S, 78° 44′ 03″ O  | +001 234, m        | +0135, m           | Cuevasdelperu.org                   | 2017-00      |